# Брайт (город в Германии)
Брайт (нем. Breit) — община в Германии, в земле Рейнланд-Пфальц.
Входит в состав района Бернкастель-Витлих. Подчиняется управлению Тальфанг ам Эрбескопф. Население составляет 275 человек (на 31 декабря 2010 года). Занимает площадь 4,00 км².